# Laurel (Florida)
Laurel és una concentració de població designada pel cens dels Estats Units a l'estat de Florida. Segons el cens del 2000 tenia 8.393 habitants.

## Demografia
Segons el cens del 2000, Laurel tenia 8.393 habitants, 4.179 habitatges, i 2.670 famílies. La densitat de població era de 622 habitants/km².
Dels 4.179 habitatges en un 13,2% hi vivien nens de menys de 18 anys, en un 55,5% hi vivien parelles casades, en un 5,9% dones solteres, i en un 36,1% no eren unitats familiars. En el 30,4% dels habitatges hi vivien persones soles el 19% de les quals corresponia a persones de 65 anys o més que vivien soles. El nombre mitjà de persones vivint en cada habitatge era de 2,01 i el nombre mitjà de persones que vivien en cada família era de 2,44.
Per edats la població es repartia de la següent manera: un 12,4% tenia menys de 18 anys, un 3,1% entre 18 i 24, un 16,5% entre 25 i 44, un 28,8% de 45 a 60 i un 39,3% 65 anys o més.
L'edat mediana era de 58 anys. Per cada 100 dones de 18 o més anys hi havia 88,2 homes.
La renda mediana per habitatge era de 42.186 $ i la renda mediana per família de 51.153 $. Els homes tenien una renda mediana de 32.425 $ mentre que les dones 27.905 $. La renda per capita de la població era de 30.485 $. Entorn del 5,2% de les famílies i el 8,4% de la població estaven per davall del llindar de pobresa.

## Poblacions properes
El següent diagrama mostra les poblacions més properes.